# Olympische Sommerspiele 1936/Teilnehmer (Indien)
| Gelbes Symbol für Goldmedaillen mit stilisierten Olympischen Ringen | Graues Symbol für Silbermedaillen mit stilisierten Olympischen Ringen | Braundes Symbol für Bronzemedaillen mit stilisierten Olympischen Ringen |
| ------------------------------------------------------------------- | --------------------------------------------------------------------- | ----------------------------------------------------------------------- |
| 1                                                                   | —                                                                     | —                                                                       |

Britisch-Indien nahm an den Olympischen Sommerspielen 1936 in Berlin mit einer Delegation von 27 Athleten in vier Sportarten teil. Mit der einen gewonnenen Goldmedaille belegten sie gemeinsam mit Neuseeland den 20. Rang im Medaillenspiegel.
Bei der Eröffnungsfeier trug der Hockeyspieler Dhyan Chand die Fahne in Stadion und er gewann gemeinsam mit dem Hockeyteam die Goldmedaille. Der wohl jüngste indische Teilnehmer war der 19-jährige Peter Paul Fernandez und der älteste war der 35-jährige Cyril Michie. Beide gehörten zum Hockeyteam, welches die Goldmedaille gewonnen hat.

## Teilnehmer nach Sportarten

### Gewichtheben
| Athleten   | Wettbewerb       | Reißen   | Reißen | Stoßen   | Stoßen | Military Press | Military Press | Gesamt   | Gesamt |
| Athleten   | Wettbewerb       | Gewicht  | Rang   | Gewicht  | Rang   | Gewicht        | Rang           | Gewicht  | Rang   |
| ---------- | ---------------- | -------- | ------ | -------- | ------ | -------------- | -------------- | -------- | ------ |
| Männer     |                  |          |        |          |        |                |                |          |        |
| U Zaw Weik | Klasse bis 75 kg | 122,5 kg | 15     | 100,0 kg | 11     | 87,5 kg        | 14             | 310,0 kg | 15     |

### Hockey

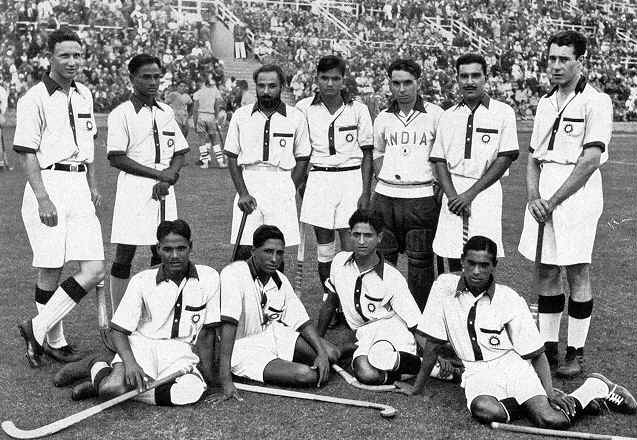
Indisches Hockeyteam

Zum insgesamt fünften Mal wurde der Hockeywettbewerb ausgetragen und zum dritten Mal hintereinander konnte Indien die Goldmedaille gewinnen. Mit Dhyan Chand und Richard Allen waren zwei Spieler dabei, welche schon 1928 und 1932 Olympiasieger wurden. Carlyle Carrol Tapsell, Roop Singh Bais und Sayed Muhammad Jaffar wurden bereits 1932 Olympiasieger. Die indische Mannschaft holte den Olympiasieg hoch überlegen. Das schlechteste Ergebnis war das 4:0 gegen Ungarn in der Vorrunde und ihr erstes und einziges Tor kassierte die Mannschaft im Finale gegen das Deutsche Reich.
Kader
| Spieler | Richard James Allen Dhyan Chand Ali Iqtidar Shah Dara Lionel Emmett Peter Paul Fernandez Joseph Galibardy Earnest John Goodsir-Cullen Mohd Hussain Sayed Muhammad Jaffar Ahmed Sher Khan Sher Ahsan Mohd Khan Murza Nasir-ud-Din Masood Cyril James Michie Baboo Narsoo Nimal Joseph Phillip Shabban Shahab-ud-Din Garewal Gurcharan Singh Roop Singh Bais Carlyle Carrol Tapsell |

Ergebnisse
| Vorrunde    | Ungarn             | 04:0 (2:0) |
| Vorrunde    | Vereinigte Staaten | 07:0 (3:0) |
| Vorrunde    | Japan              | 09:0 (4:0) |
| Halbfinale  | Frankreich         | 10:0 (4:0) |
| Finale      | Deutsches Reich    | 08:1 (1:0) |
| Platzierung | Gold               | Gold       |

### Leichtathletik
| Athleten          | Wettbewerb | Vorlauf | Vorlauf | Viertelfinale | Viertelfinale | Halbfinale    | Halbfinale    | Finale        | Finale        |
| Athleten          | Wettbewerb | Zeit    | Rang    | Zeit          | Rang          | Zeit          | Rang          | Zeit          | Rang          |
| ----------------- | ---------- | ------- | ------- | ------------- | ------------- | ------------- | ------------- | ------------- | ------------- |
| Männer            |            |         |         |               |               |               |               |               |               |
| Eric Whiteside    | 100 m      | k. A.   | 5       | ausgeschieden | ausgeschieden | ausgeschieden | ausgeschieden | ausgeschieden | ausgeschieden |
| Eric Whiteside    | 200 m      | k. A.   | 4       | ausgeschieden | ausgeschieden | ausgeschieden | ausgeschieden | ausgeschieden | ausgeschieden |
| Gyan Bhalla       | 400 m      | 52,4 s  | 5       | ausgeschieden | ausgeschieden | ausgeschieden | ausgeschieden | ausgeschieden | ausgeschieden |
| Gyan Bhalla       | 800 m      | k. A.   | 8       | –             | –             | ausgeschieden | ausgeschieden | ausgeschieden | ausgeschieden |
| Raunaq Singh Gill | 5000 m     | k. A.   | 15      | –             | –             | –             | –             | ausgeschieden | ausgeschieden |
| Raunaq Singh Gill | 10,00 m    | –       | –       | –             | –             | –             | –             | DNF           | DNF           |
| Arul Swami        | Marathon   | –       | –       | –             | –             | –             | –             | 3:10:44,0 h   | 37            |

### Ringen
Britisch-Indien nahm mit drei Athleten an den Wettkämpfen im Freistilringen teil. Rashid Anwar startete im Weltergewicht, Karam Rasul im Mittelgewicht und Shankarrao Thorat im Bantamgewicht.